# 土岐哲
土岐 哲（とき さとし、1946年3月3日 - 2011年6月23日）は、日本の言語学・音声学・日本語教育学者。

## 略歴
青森県西津軽郡深浦町出身。早稲田大学文学部日本文学科卒業。東海大学講師、同助教授、名古屋大学助教授、大阪大学文学部助教授、文学研究科教授、2009年定年退任、名誉教授、京都外国語大学教授。2009年「日本語教育からの音声研究」で阪大文学博士。現代日本語の音声学的研究、日本語学習者の音声教育などを研究した。
2011年6月23日、東京都千代田区の病院で死去。65歳没。

## 著書
- 『日本語教育からの音声研究』ひつじ書房 シリーズ言語学と言語教育 2010

### 共著
- 『発音・聴解』村田水恵共著 荒竹出版 外国人のための日本語例文・問題シリーズ 1989
- 『日本語要説』工藤浩,小林賢次,真田信治,鈴木泰,田中穂積,仁田義雄,畠弘巳,林史典,村木新次郎,山梨正明共著 ひつじ書房 1993
- 『日本語中級J301 基礎から中級へ』関正昭,平高史也、新内康子、鶴尾能子共著 スリーエーネットワーク 1995
- 『日本語中級J501 中級から上級へ』関正昭,平高史也, 石沢弘子,新内康子共著 スリーエーネットワーク 1999
- 『日本語教育学を学ぶ人のために』青木直子,尾崎明人共編 世界思想社 2001
- 『作文教材を作る』関正昭,平高史也共編 村上治美著 スリーエーネットワーク 日本語教育叢書「つくる」2012

記念論文集
- 『日本語の教育から研究へ』土岐哲先生還暦記念論文集編集委員会編 くろしお出版 2006